# Arthur Pearson (1er baronnet)
Pour les articles homonymes, voir Arthur Pearson.
Cyril Arthur Pearson, né le 24 février 1866 et mort le 9 décembre 1921, est un magnat de la presse britannique et éditeur, connu pour la fondation du Daily Express. Il est récipiendaire de l'ordre de l'Empire britannique.

## Biographie
Né le 24 février 1866 à Wookey près de Wells, il est l'enfant aîné et le fils unique parmi les quatre enfants du révérend Arthur Cyril Pearson (1838-1916) et de son épouse, Philippa Massingberd Maxwell Lyte (1846-1909). Il commence à travailler comme journaliste avant de fonder le Daily Express et d'autres journaux prospères.
Ce fut un soutien de Baden Powell lors de la création du scoutisme. Devenu progressivement aveugle à partir de 1908 il s'investit dans les associations destinées  aux aveugles notamment de guerre.